# Bufera mortale
Bufera mortale (The Mortal Storm) è un film del 1940 diretto da Frank Borzage e ispirato al romanzo del 1937 di Phyllis Bottome.
Girato prima che gli Stati Uniti partecipassero alla seconda guerra mondiale, nelle intenzioni del regista doveva essere un'analisi sulla Germania nazista dell'epoca ma diventò una chiara propaganda antinazista. I nazisti impedirono, per la prima volta, la distribuzione di una casa di produzione cinematografica mettendo al bando i film della MGM.

## Trama
Un docente universitario, il professor Roth è di origini ebree e ha sposato in seconde nozze una nobile tedesca poco dopo l'avvento di Adolf Hitler come cancelliere. Con l'inizio della repressione degli ebrei, si assiste alla distruzione della famiglia e alla morte, prima del professore in un lager, poi di sua figlia che non riesce a raggiungere l'Austria, tradita dall'ex fidanzato ora nazista.